# Jarčja Dolina
Jarčja Dolina je naselje v Občini Žiri.